# 国清寺 (岡山市)
国清寺（こくせいじ）は岡山県岡山市中区にある臨済宗妙心寺派の寺院。山号は萬歳山。本尊は釈迦牟尼佛。岡山藩池田氏の祖である池田輝政・利隆の菩提寺である。

## 歴史
慶長14年（1609年）池田利隆が建立し当初は法源寺といった。その後、元和元年（1615年）に岡山藩主池田忠継が死去すると、後を継いで藩主となった弟の忠雄がここを兄の菩提寺とし龍峰寺と改称した。
寛永9年（1632年）池田光政が鳥取藩より岡山藩への転封に伴い、国清寺と改称し祖父輝政と父利隆の菩提寺とした。岡山藩の支藩である鴨方藩・生坂藩の墓所もここに営まれた。この際に鳥取系池田氏の祖である忠継・忠雄の菩提寺は清泰院として分離し鳥取藩の管理下に置かれた。なお、清泰院は1964年（昭和39年）国道2号の新橋（新京橋）架橋に伴い、岡山市南部に移転した。
1945年（昭和20年）6月29日の岡山空襲で本堂（当時は法源寺時代からのもので、桃山時代の風格を備えた茅葺の大建築だった）など主要な建造物を焼失した。境内の東西に鴨方・生坂両藩主と家族の墓所があったが、太平洋戦争後、東側の墓所は東山墓地に移転し、現在は西側墓所のみが存在する。戦後20年間は焼け残った大愚堂を本堂としていたが、1965年（昭和40年）8月に本堂が再建され現在に至っている。

## 文化財
- 梵鐘：寛文5年（1665年）藤原国次によって制作された。平成2年（1990年）岡山市の重要文化財に指定された。

## アクセス
岡山電気軌道東山本線で小橋電停下車、徒歩5分。